# Experiment in Terror (1944)
Experiment in Terror ist ein US-amerikanisches Kinomelodram mit Film-noir-Elementen von Jacques Tourneur mit Hedy Lamarr, George Brent und Paul Lukas in den Hauptrollen. Die im Vorjahr (1943) erschienene Romanvorlage stammt aus der Feder von Margaret Carpenter.

## Handlung
In den Vereinigten Staaten, im Jahre 1903. Der junge Psychiater Dr. Huntington „Hunt“ Bailey begegnet während einer Bahnfahrt einer älteren Dame namens Clarissa Bederaux, genannt kurz Cissie. Man kommt ins Gespräch, und während draußen ein sintflutartiger Regen herabprasselt, kann der Arzt Cissie beruhigen und gewinnt dadurch ihr Vertrauen. Am folgenden Tag lädt Cissie den Mediziner zu sich ein und erzählt ihm, dass sie auf dem Weg nach New York City sei, um nach fünf Jahren gesundheitsbedingtem Aufenthalt in einem Sanatorium ihren jüngeren Bruder Nick und dessen junge Gattin Allida sowie beider Sohn zu besuchen. Einst hatte Cissie Nick de facto im Alleingang großgezogen. Ihre Erlebnisse mit Nick hatte sie schriftlich festgehalten und in einer Mappe, die sie Bailey überlässt, aufbewahrt. Wenig später ist die alte Dame tot, ermordet. In New York angekommen, erfährt der Psychiater von seinem alten Freund Clag mehr über Allida Bederaux, deren von einem gewissen Maitland angefertigtes Porträt in einem Museum hängt. Hunt Bailey ist bei der Ansicht des Gemäldes überwältigt von ihrer Schönheit und nimmt Clags Einladung an, ihn zu einem Antrittsbesuch im Hause Bederaux zu begleiten.
Nick macht von Anbeginn einen seltsamen Eindruck auf den Psychiater; die Ehe erscheint ihm in einer merkwürdigen Schieflage. Der herrschsüchtige Mann behandelt Allida nicht wie ein liebender Gatte seine Ehefrau, sondern vielmehr so, als handele es sich bei ihr um eine Verrückte, wie Nick Bailey wenig später bei einem Gegenbesuch bei Hunt glauben machen will. Um seine Unterstellung zu unterfüttern, berichtet Nick Bederaux von allerlei merkwürdigen Handlungsweisen Allidas. Der kontrollsüchtige Ehemann sperrt seine Gattin quasi vor der Außenwelt fort. Als der junge Dichter Alec Gregory Allida einmal eine verklausulierte Liebeserklärung macht, rastet Ehemann Nick regelrecht aus. Allida hingegen macht auf Hunt einen zerbrechlichen, aber nicht gestörten Eindruck. Ihr Gatte hingegen, so erzählt der Psychiater gegenüber Clag, erscheine ihm mehr als nur merkwürdig. Als Bailey in sein Hotelzimmer zurückkehrt, ist die von ihm verwahrte Mappe Cissies verschwunden. Auch beim folgenden Besuch im Hause Bederaux geschehen merkwürdige Dinge. Offensichtlich manipuliert Nick seine Frau, um sie als irre erscheinen zu lassen, und macht seinem Sohn mit furchterregenden Geschichten um Hexen Angst, die wiederum ein schlechtes Licht auf dessen Mutter Allida werfen sollen.
Eines Tages wird Alex Gregory auf offener Straße überfahren. Bald darauf, als Nick einmal außer Haus ist, erhält Bailey einen Telefonanruf Allidas. Sie will sich mit ihm treffen. Sie erklärt ihm unter anderem, dass der Name Alec für beider Sohn eine Idee ihres Mannes gewesen sei, nicht etwa ihre, weil jener sie anhimmelnder und nunmehr ermordeter Autor womöglich ihr Liebhaber gewesen sei. Allmählich macht sich Bailey ernsthaft Sorgen um Allidas Leben. Er ist sich sicher, dass nur Nick Bederaux die beiden Menschen ermordet haben kann und einen perfiden Plan schmiedet. Allida informiert Bailey, dass ihr Gatte ein Schiff nach Boston bestiegen hätte. Er ließ eine Nachricht zurück, dass er sich umbringen wolle. Nur er, der Psychiater, könne ihm jetzt noch helfen. Hunt begleitet Allida zu sich nach Hause, als sie ihren Sohn in seinem Zimmer weinen hört. Als Bailey Clag über den neuesten Stand der Dinge telefonisch informieren will, tritt Nick, verkleidet als sein eigener Hausdiener, aus dem Schatten heraus, gesteht mit gezücktem Revolver beide Morde und sagt, er habe den Gashahn aufgedreht, um seine Frau und seinen Sohn in die Luft fliegen zu lassen. Hunt Bailey kann Nick kurz außer Gefecht setzen und rennt nach oben, um Allida, in die er sich längst verliebt hat, und ihren Sohn vor dem Wahnsinnigen zu retten. Nick erwacht aus kurzer Bewusstlosigkeit, und es kommt zu einem hart geführten Zweikampf der beiden Männer. Dabei gehen auch mehrere Aquarien zu Bruch, woraufhin Wassermassen die Räumlichkeiten durchfluten. Schließlich gerät bei einer Explosion das gesamte Haus in Flammen. Nick kommt dabei ums Leben. Huntington Bailey nimmt seine neue Liebe und ihren Sohn mit sich, um eine neue Familie zu gründen.

## Produktionsnotizen
Experiment in Terror entstand ab dem 12. Juli 1944; die Dreharbeiten endeten Anfang Oktober desselben Jahres. Die Weltpremiere fand am 29. Dezember 1944 statt. In Deutschland lief der Film nicht in den Kinos an, sondern feierte seine Erstaufführung am 19. Juni 1974 im Fernsehen (WDR 3).
Die mit einer Oscar-Nominierung bedachten Filmbauten entwarfen Albert S. D’Agostino und Jack Okey, die Ausstattung Darrell Silvera und Claude E. Carpenter.

## Wissenswertes
Von Experiment Perilous, so der Originaltitel, wurde auch eine Hörfunkfassung hergestellt. Sie wurde am 12. Oktober 1946 ausgestrahlt. George Brent übernahm seinen alten Filmpart, die Lamarr-Rolle spielte Joan Bennett; an ihrer Seite in der Lukas-Rolle war Adolphe Menjou zu hören.

## Kritiken
Im Lexikon des Internationalen Films heißt es: „Ein düsteres Melodram, subtil und doppelbödig im Stil des film noir inszeniert.“

„Statisches Melodram in der ‚Das Haus der Lady Alquist‘-Tradition.“

Halliwell‘s Film Guide fand, der Film sei ein „erfreuliches Mystery-Melodram“.